# チューリッヒベルク
チューリッヒベルク（チューリッヒベルグ、Zürichberg）はチューリッヒ市東方に位置する山である。西方のユトリベルクと違って全般的になだらかで標高も低く、山というよりは丘に近いかもしれない。
なだらかなので下から仰ぎ見てもどこが山頂か分かりにくいが、市販されている市街図（オレル・フュスリ社製）によると最高点の標高は675メートルである。斜面にはかなり上の方まで住宅が立ち並んでいる。南斜面には動物園や運動公園があり、ここまでは中央駅から路面電車（6番線）で行くことができる。